# Шумиха (Новосибирская область)
Шуми́ха — деревня в Болотнинском районе Новосибирской области. Входит в состав Ояшинского сельсовета.

## География
Площадь деревни — 15 гектар.

## Население
| 2002 | 2007 | 2010 |
| ---- | ---- | ---- |
| 70   | ↘42  | ↗43  |

## Улицы
| - ул. Заречная, - ул. Озёрная, | - ул. Сосновка, - ул. Центральная. |

## Инфраструктура
В деревне по данным на 2007 год отсутствует социальная инфраструктура.